# 이형걸 (배우)
이형걸(본명: 이형준, 1955년 11월 8일 ~ )은 대한민국의 가수, 배우이다.
현재 거주지는 서울특별시이다.

## 학력
- 경복고등학교 졸업

## 경력
- 2017년 지역경제살리기운동본부 홍보대사
- 2007년 사단법인 세계프로태권도협회 홍보대사

## 수상
- 1987년 제6회 우리들의 스타상 TV 신인연기상

## 데뷔
- 1997년 TBC 20기 공채 탤런트

## 드라마
- 2004년 KBS2 첫차를 기다리며
- 1992년 SBS 겨울새 - 주경우 역
- 1992년 KBS2 위기의 남자
- 1991년 MBC 겨울 이야기
- 1990년 MBC 배반의 장미 - 지현의 남동생 역
- 1988년 KBS2 은혜의 땅
- 1988년 KBS2 황금의 탑 - 경대윤 역
- 1986년 KBS2 뜨거운 강
- 1983년 KBS2 객주

## 음반
- 2015년 돌직구 사랑 / 잊을래요
- 2014년 잊을래요